# Schlosspark (Braunschweig)

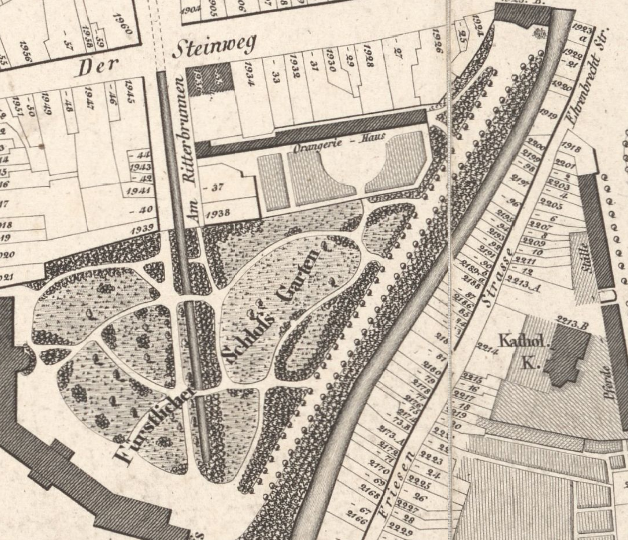
Der Schlossgarten (1829) mit Orangerie

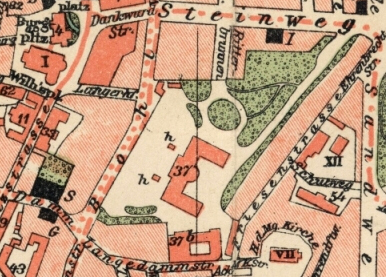
Der Schlossgarten um 1899

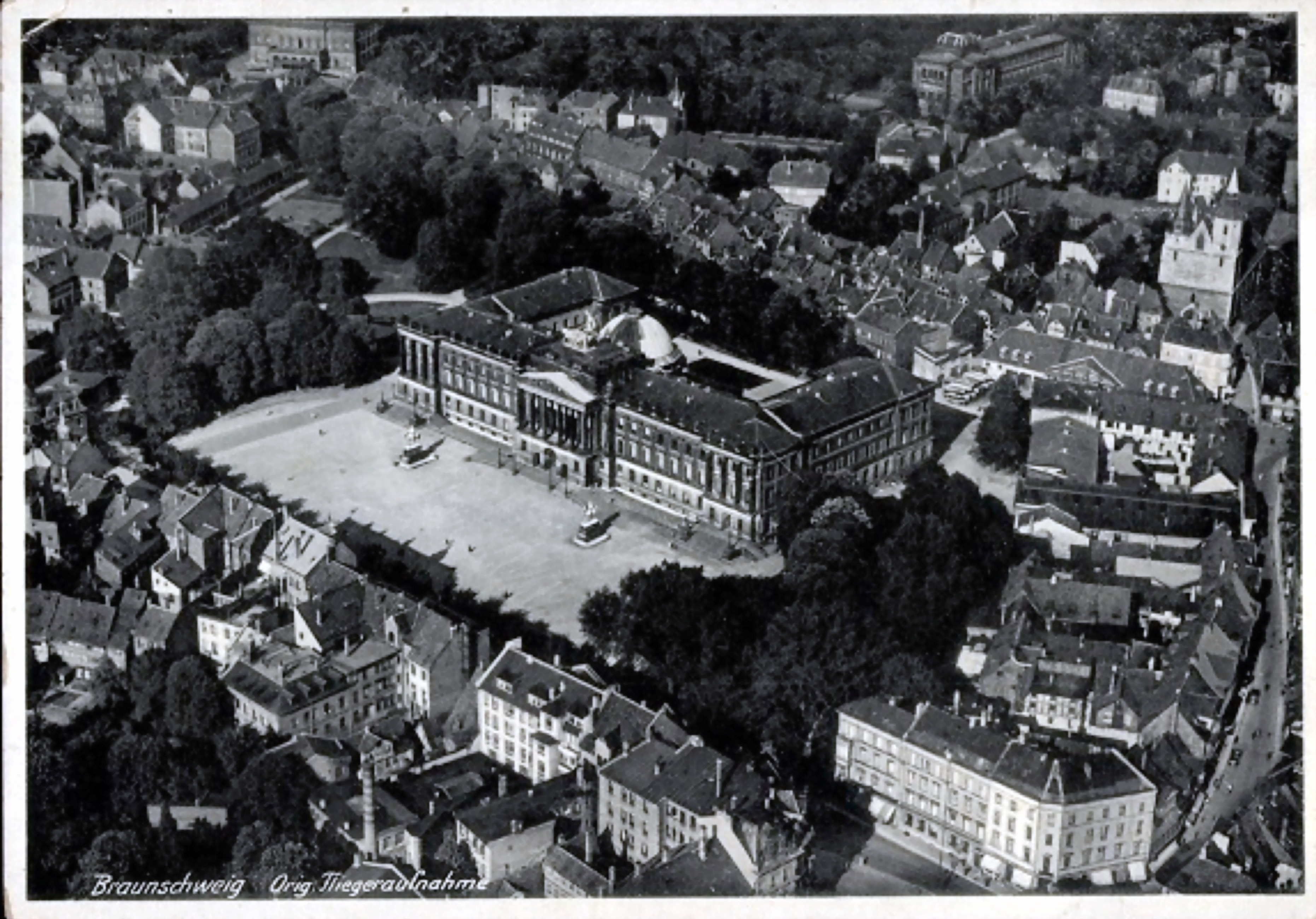
Schloss mit Schlossgarten, Fliegeraufnahme (1936)

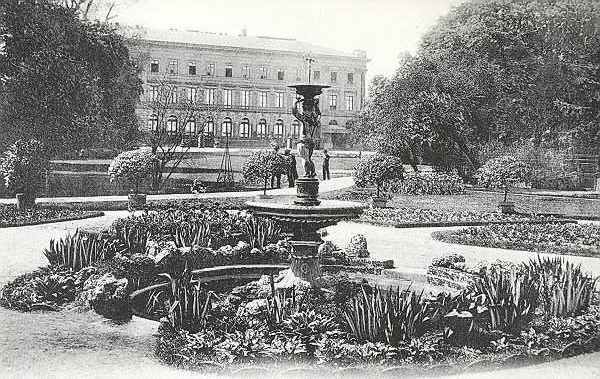
1905: Ansicht des Schlossgartens von Norden mit Brunnen (im Hintergrund das Schloss)

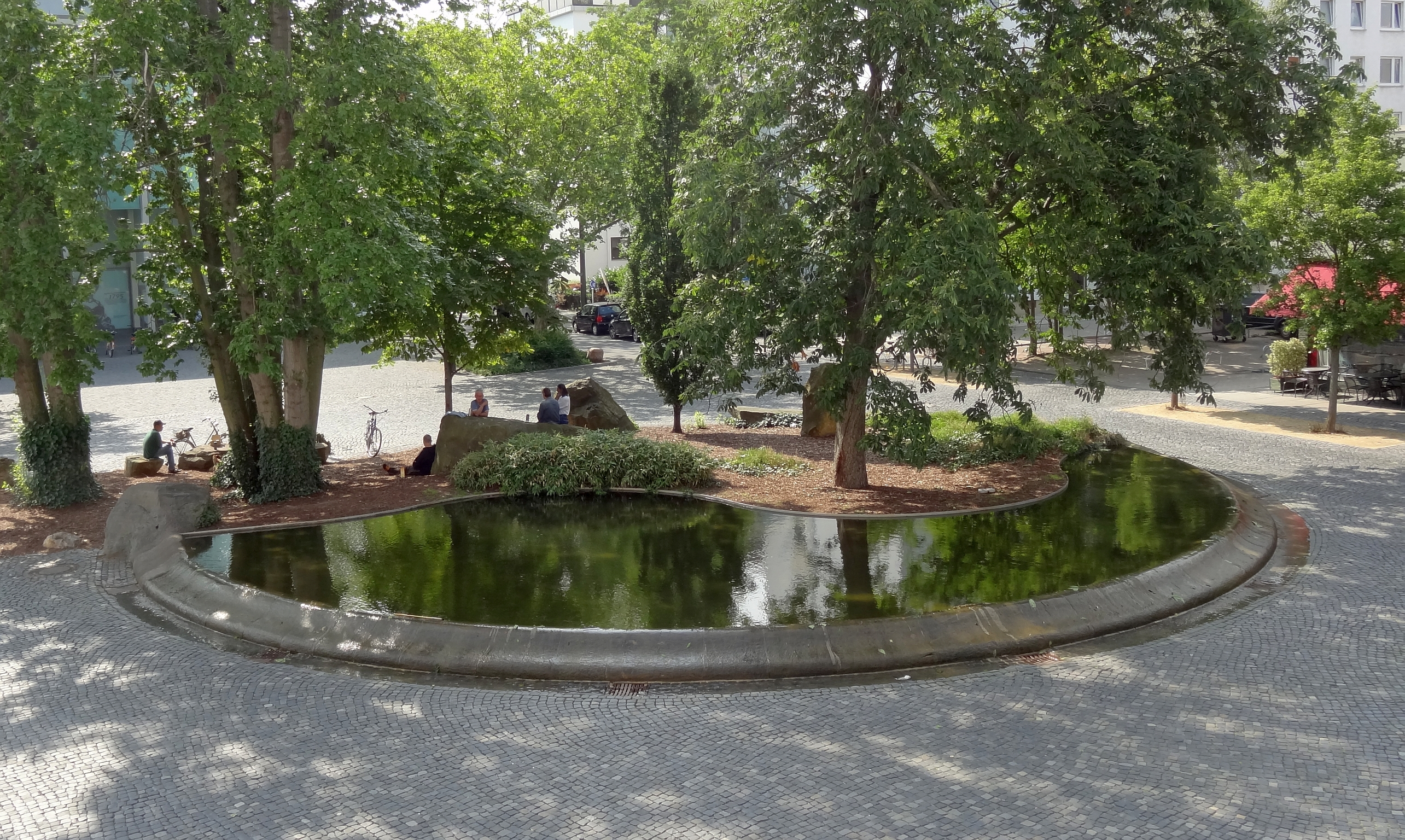
Blick auf den Anna-Amalia-Platz mit dem heute gepflasterten Teil des früheren Schlossparks. Hinter dem Brunnen verlief die historische Allee.

Der Schlosspark, auch Schlossgarten genannt, war eine Parkanlage in der Braunschweiger Innenstadt und ursprünglich von ca. 1720 bis zum Ende des Zweiten Weltkrieges Teil der Gesamtanlage des Braunschweiger Schlosses, das nach Kriegsschäden aus ideologischen Gründen im Jahr 1960 abgerissen wurde. Nach mehreren Protesten und Umgestaltungsmaßnahmen wurde der Schlosspark schließlich im Sommer 2005 beseitigt, um dort ein Einkaufszentrum bauen und den Baukörper sowie die Fassade des Residenzschlosses rekonstruieren zu können.

## Gartenanlage des Braunschweiger Schlosses
Der Schlossgarten entstand zwischen 1720 und 1754 im Barockstil im nordöstlichen Bereich des „Grauen Hofes“. Zum Schlossgarten gehörten unter anderem eine künstlich angelegte Grotte, geschnittene Hecken und eine Allee. Diese großzügige Allee verlief entlang des Wendenmühlengrabens vom Steinweg bis zum alten Schloss. Von 1773 bis 1788 wurde er auf Wunsch der Herzogin Augusta von Hannover, der Ehefrau Herzog Karl Wilhelm Ferdinands von Braunschweig-Wolfenbüttel, zu einem englischen Garten umgestaltet sowie durch einen Pavillon ergänzt.

## Umgestaltung nach dem Zweiten Weltkrieg

### Unmittelbare Nachkriegsjahre
Aufgrund der großflächigen Zerstörungen der Braunschweiger Innenstadt (Zerstörungsgrad rund 90 %) durch Luftangriffe während des Zweiten Weltkrieges, bei denen auch das Schloss schwer in Mitleidenschaft gezogen worden war, sowie der Notlage der Bevölkerung angesichts der Lebensmittelknappheit in der Nachkriegszeit (Hungerwinter 1946/47), wurde das Areal des Schlossgartens von der Stadtbevölkerung lange Jahre zum Anbau von Obst und Gemüse und zur Versorgung mit Brennmaterial zweckentfremdet.

### Abriss des Schlosses und Neugestaltung des Parkgeländes
Nachdem der Rat der Stadt Braunschweig unter Führung von Martha Fuchs im Dezember 1959 den Beschluss mit einer Stimme Mehrheit gefasst hatte, das Schloss abreißen zu lassen, wurde dieser ab dem 18. März 1960 – unter Protesten Braunschweiger Bürger – zügig umgesetzt. Nach Beendigung der Abrissarbeiten wurde mit der Umgestaltung des Areals und damit auch des ehemaligen Schlossgartens begonnen, wodurch schließlich 1963 der neue „Schlosspark“ entstand. Im selben Jahr wurde der Park erstmals der Öffentlichkeit übergeben. Am 25. Juli 1969 wurde dort ein großes Freiluft-Schachbrett aus Stein mit 60 bis 80 Zentimeter großen Plastikfiguren zur Verfügung gestellt.

#### Der Park in den 1970er Jahren
Durch die Errichtung einer Tiefgarage unter dem neuen Schlosspark war der Park ab 1971 für längere Zeit nicht mehr zugänglich, da für den Bau zunächst das Erdreich ausgehoben wurde. Die Tiefgarage wurde am 29. November 1973 vorläufig eröffnet. Der Park wurde zwischen 1973 und 1974 nach Entwürfen des Architekten Helge Bofinger neu gestaltet, gleichzeitig wurde er zur Friesenstraße hin erweitert. Im Zuge dieser Umgestaltung wurde ein Wasserbecken angelegt, in dem vier originale korinthische Kapitelle der Schlossportikus-Säulen platziert wurden. Ebenfalls wurde ein Pavillon in Form einer gläsernen Pyramide errichtet, in der 1974 eine Lesestube der Öffentlichen Bücherei Braunschweig eingerichtet wurde. Nach der Fertigstellung wurde der Schlosspark am 1. Mai 1974 wieder für die Bevölkerung freigegeben. Am 17. Mai 1974 wurden die neue Tiefgarage sowie der neue Fußgängertunnel zwischen der Fußgängerzone Damm, Magniviertel und dem Schlosspark offiziell freigeben.
Seit langem sollte ebenfalls eine neue Ost-West-Straßenverbindung entstehen. Dazu wurde die Langedammstraße verbreitert, welche sich im Westen bereits an den Waisenhausdamm anschloss. Eine Fortführung der Langedammstraße nach Osten wurde nicht mehr realisiert, und die neue Ost-West-Verbindung musste wegen des Neubaus des Horten AG-Kaufhauses weiter nach Norden verlegt werden. Ein neugotisches Schulgebäude, das ursprünglich der Verbindung nach Osten hätte weichen sollen, wurde verschont. Da die Langedammstraße nun teilweise bebaut wurde, wurde nun weiter nördlich parallel zur ursprünglich geplanten Langedammstraße die mehrspurige Georg-Eckert-Straße angelegt, wodurch der Schlosspark zwischen 1976 und 1978 seinen typischen Grundriss erhielt. Der Park hatte seitdem eine Fläche von 3,5 Hektar.
Aufgrund der Verkehrsplanung der 1970er Jahre sowie nicht vorhandener Fußgängerübergänge entstand durch den verbreiterten Bohlweg eine Barriere, die den direkten ebenerdigen Zugang zum Schlosspark erheblich erschwerte. Durch angebrachte Trenngitter sollte die Überquerung der Straßen durch Fußgänger sogar vollständig unterbunden werden. Vom Damm war der Park nur durch den Bohlwegtunnel erreichbar. Man kann diese Umgestaltungen heute als Beispiel für eine schlechte Verkehrs- und Stadtplanung ansehen. Alle diese Eingriffe wurden in den 2000er Jahren wieder rückgängig gemacht.
1976 wurde eine Studie über eine weitere Neugestaltung des gesamten Parks in Auftrag gegeben. Aus der Studie des Architekturbüros Ungers aus Köln – unter anderem wurde angeregt, den Portikus des Schlosses (von dem viele Teile erhalten waren) oder auch das ebenfalls noch vorhandene Ackerhof-Portal im Schlosspark aufzustellen – wurde nichts umgesetzt. Jürgen Paul, der damalige Professor für Baugeschichte an der TU-Braunschweig, resümierte 1987 rückblickend: 
„Die Reaktion angesichts der Pläne von Ungers für den Schlosspark war damals: lieber gar nichts bauen... Aus heutiger Sicht jedoch erscheinen sie gar nicht fantastisch oder utopisch, sondern als unkonventionelle etwas luxuriöse, aber formenikonographisch ebenso geistreiche wie gestalterisch phantasievolle und in sich konsequente Lösungen eines innerstädtischen Parks. 1976 war weder die ästhetische Mentalität noch die finanzielle Bereitschaft vorhanden, so etwas zu realisieren“.

#### Der Park in den 1980er und 1990er Jahren

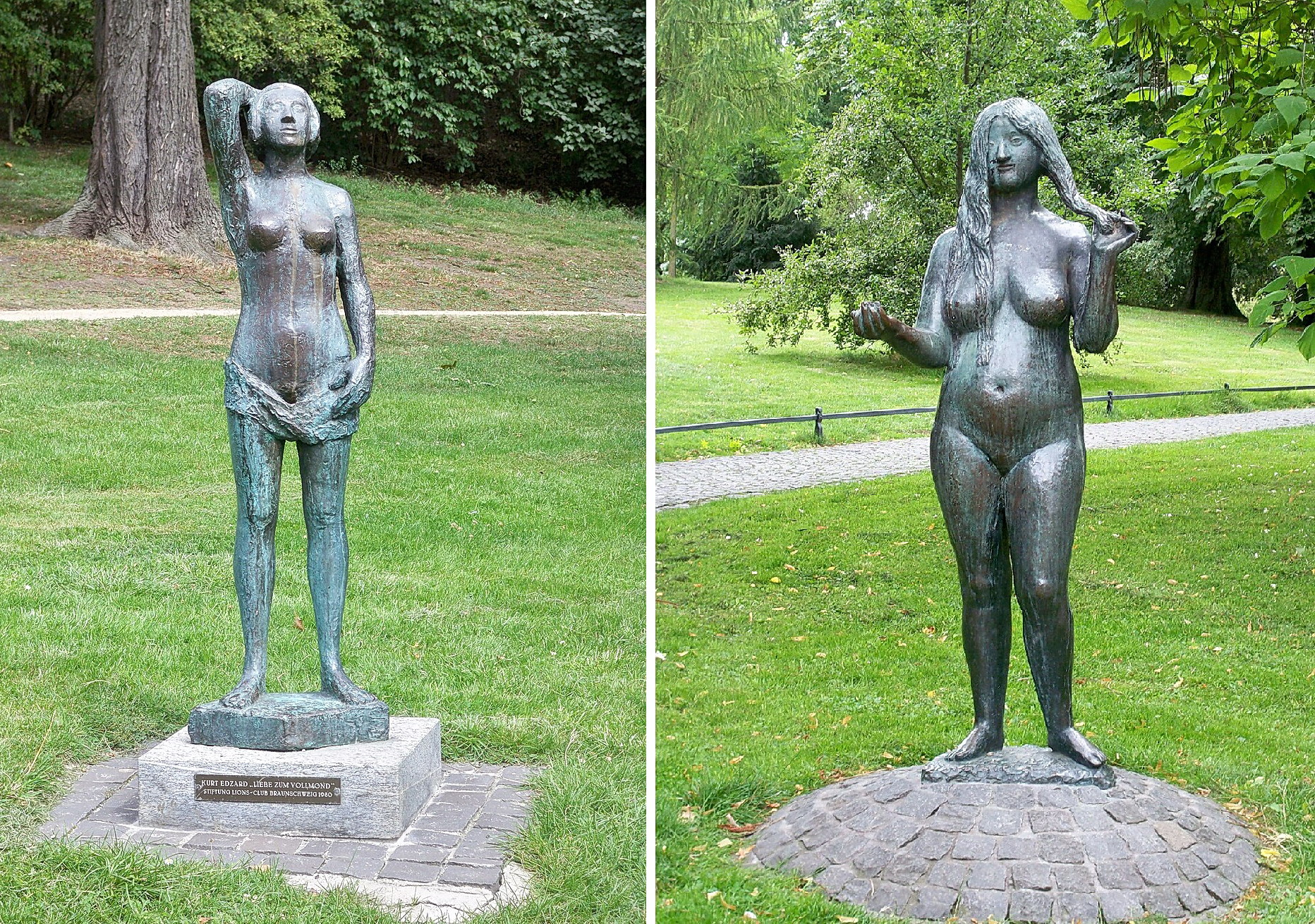
Skulpturen von Kurt Edzard links, heute im Theaterpark und von Gerhard Marcks, heute im Museumpark

Am 9. Mai 1980 wurde die Bronzeplastik Die Stehende, Liebe zum Vollmond von Professor Kurt Edzard aufgestellt, welche vom Braunschweiger Lions-Club gestiftet worden war. Am 7. Oktober 1981 folgte die Plastik Thüringer Venus von Gerhard Marcks. Der gläserne Pavillon, der seit 1985 nicht mehr von der Öffentlichen Bücherei genutzt worden war, wurde ab 1986 für gastronomische Zwecke genutzt. 1999 wurde an der Nordseite des Schlossparks eine neue Eichenallee angelegt sowie der nordöstliche Parkteil umgestaltet und saniert. Hinzu kam auch ein neuer Spielplatz, und am „Kleinen Haus“ des Staatstheaters wurde ein neues Bassin angelegt. Ursprünglich sollten weitere Umgestaltungen folgen.
Im Schlosspark fanden im Laufe der Jahre und in unregelmäßiger Folge verschiedene Veranstaltungen statt: So gab es einmal im Jahr nach der Zeugnisausgabe eine Abschlussfeier für Schüler („School's-Out-Party“) sowie Aktivitäten der „Braunschweiger Spielemeile“.
„1993 wurden drei Büros zu Gutachten aufgefordert, in denen der ganze Strassenzug vom Kennedyplatz zum Schlossplatz untersucht werden sollte. Stephan Braunfels aus München wurde favorisiert, insbesondere weil es ihm gelang, alte Zusammenhänge wieder deutlich zu machen. Auf dem Kennedyplatz wollte er durch Neubebauung den alten dreistrahligen Stadteingang mit Augusttorwall, Auguststrasse und Löwenwall wieder herstellen und auf dem Schlossplatz sollte eine Glasorangerie parallel zum Bohlweg die Höhe und Proportion des verlorenen Schlosses wieder aufgreifen.“

## ECE Projektmanagement und „Schloss-Arkaden“

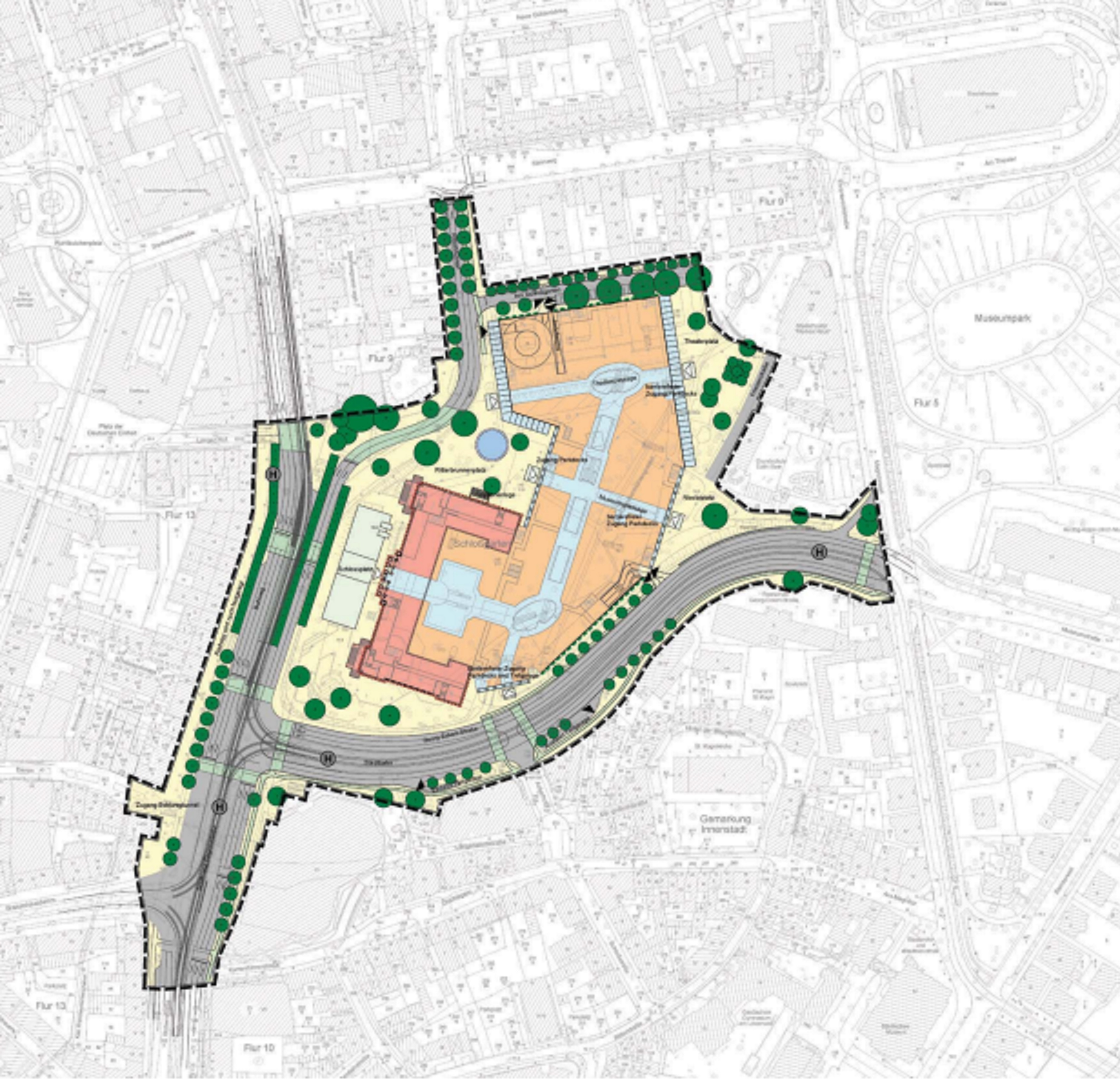
Ausschnitt aus dem VE-Plan zum ECE-Einkaufszentrum Schlosspark (11. März 2004)

Durch seine zentrale Lage stellte das Schlossparkareal immer schon eine attraktive Fläche inmitten der Stadt dar, in direkter Nähe zur Braunschweiger Fußgängerzone, dem Straßenbahnknotenpunkt Bohlweg/Damm und den für den Hauptverkehr sehr wichtigen Bohlweg, wodurch das Gelände immer wieder auf Investoreninteresse stieß, um es als Immobilienstandort zu nutzen. So gab es unter anderem in den 1990er Jahren Pläne für den Bau eines Großkinos, die aber zugunsten einer anderen Stelle (Lange Straße) verworfen wurden. Aber auch der Wunsch, den Schlossabriss rückgängig zu machen, war vielfach erhalten geblieben und fand etwa materielle Unterstützung in dem örtlichen Unternehmer Richard Borek.
Im Jahre 2002, unter Stadtbaurat Wolfgang Zwafelink, wurde die ECE Projektmanagement GmbH & Co. KG auf das Areal aufmerksam und die Stadt zeigte sich an diesem Investor interessiert. Es folgte eine Entwicklungsvereinbarung am 24. September 2002 und eine Projektstudie vom 21. Mai 2003 um ein Einkaufszentrum mit einer Verkaufsfläche von 30.000 m² zuzüglich 3.500 m² für einzelhandelsbezogene Dienstleistungs- und Gastronomiebetriebe zu realisieren. Die Stadt stellte unter anderem die Bedingung, dass die Schlossfassade unter Verwendung noch vorhandener Originalteile zu rekonstruieren sei. So bestand die Möglichkeit, die Schlossfassade wiedererrichten zu lassen, wofür es bisher keinen Investor gegeben hatte. Im Juni 2003 wurde man sich auf der Grundlage eines Vorvertrages handelseinig und vereinbarte für den nicht mehr verfügbaren historischen gelben Velpker Sandstein für die Fassade eine Alternative aus Rackwitzer oder Warthauer Sandstein.
Im Planteil des folgenden Vorhaben- und Erschließungsplans (IN 220) „Einkaufszentrum Schlosspark“ heißt es dazu: „Der Vorhabenträger plant auf dem Areal des Braunschweiger Schlossparks die Errichtung eines Einkaufs- und Dienstleistungszentrums dem ein Gebäude mit der rekonstruierten Außenfassade des ehemaligen Braunschweiger Residenzschlosses angelagert ist.“ Alle Dokumente zum ECE-Vorhaben waren vom 2. April bis zum 3. Mai 2004 auf den Internet-Seiten der Stadt Braunschweig verfügbar.
Unterstützt wurde das geplante Bau- und Investitionsvorhaben durch ein städtebauliches Gutachten des Braunschweiger TU-Professors Walter Ackers, das am 26. März 2003 im Braunschweigischen Landesmuseum vorgetragen wurde. Wie bei fast jedem Großprojekt eines Investors an städtebaulich sensibler Stelle gab es „heftige und teilweise unsachliche Auseinandersetzungen um das Gutachten Einkaufszentrum Schlosspark Braunschweig“. Diese wurden durch das Büro Ackers mit der Ausstellung „Stadt im Sinn, Braunschweig“ „mit 60 Stadtansichten beantwortet. Über 12.000 Besucher haben sich zu einer bewussteren Wahrnehmung Braunschweigs sensibilisieren lassen“. Die Ausstellung im Landesmuseum Braunschweig war ein gesponsortes „Projekt im Rahmen der Bewerbung Braunschweigs und der Region zur Kulturhauptstadt Europas 2010“.
Zeitlich parallel zur schrittweisen Klärung der Bebaubarkeit, wurde in den letzten Jahren der Park durch die Stadtverwaltung zusehends vernachlässigt. Der Brunnen wurde nicht mehr betrieben und der Pachtvertrag für das Café im Glas-Pavillon wurde gekündigt. Dadurch verlor der Park mehr und mehr an Attraktivität. Im Zuge des Bauprojektes waren große Teile des Parks, etwa die Liegewiese, wegen archäologischer Grabungen nicht mehr für die Öffentlichkeit nutzbar.

### Bürgerbegehren
Im Zuge eines Bürgerbegehrens zur Erhaltung des Schlossparks wurden 31.524 Unterschriften gesammelt. Daraufhin beauftragte die ECE den Berliner Rechtsprofessor Klaus Finkelnburg mit der Frage nach der Zulässigkeit eines Bürgerbegehrens, was dieser verneinte. Die Unterschriften wurden am 19. Dezember 2003 der Verwaltung übergeben. Die 24.028 ausgezählten gültigen Unterschriften wahlberechtigter Braunschweiger wurden von der Stadtverwaltung als für ein Bürgerbegehren ausreichend anerkannt, das Begehren selbst wurde jedoch als unzulässig erklärt. Dies wurde schließlich in zweiter Instanz vom Oberverwaltungsgericht Lüneburg bestätigt.

### Wettbewerb und Gutachten
Inzwischen war der beschränkte Wettbewerb entschieden. Aus dem Feld von vier Teilnehmern gab es einen 1. Preis für das Büro Grazioli/Muthesius (Berlin/Zürich) und von der Jury, deutlich zum alleinigen Preisträger abgesetzt, 3 Anerkennungen für die Büros Kaspar Kraemer (Köln), Albert Speer und Partner (Frankfurt am Main) und KSP Engel und Zimmermann (Braunschweig). Die Fachpresse reagierte kritisch auf das innerstädtische Großvorhaben, aber "All dies interessiert im Braunschweiger Rathaus nicht weiter. Nach dem Wettbewerb ist man von dem Projekt noch überzeugter: Keiner kann mehr sagen, in Braunschweig wird Murks oder ein Disneyland-Gebäude gebaut. So einfach ist das." Am Verfahren selbst konnte man nicht mäkeln, denn schon zu Beginn der Pressekonferenz hatte eine Fachpreisrichterin für sich und ihren Kollegen klargestellt, "dass weder sie noch der Jury-Vorsitzende Bedenken hatten, vor den Karren des riesige ECE-Projekts "Schloss-Arkaden-Center" gespannt zu werden."
Auch die Deutsche Bauzeitung sparte nicht mit Kritik: "Die additive Verknüpfung von Mall und Schloss in einem Großbaukörper wirkt befremdlich... Erst nach dem wiederholten Aufschrei gegen die profane Nutzung hinter einer Schlossfassade entschloss sich die Stadt Braunschweig selbst künftig Mieter zu werden und kulturelle Nutzungen wie das Stadtarchiv, das Standesamt und das Kulturinstitut im Schloss unterzubringen. Kulturkritiker sprechen von "Disneyfizierung"...
Bei der Suche nach der allerbesten Lösung war der Jury und den Redakteuren der Fachpresse, denen zum Ergebnis nur "würdelos, und schlüpfrig" einfiel (und vermutlich auch den Verfassern der Anerkennungen) ganz entgangen, dass der 1. Preisträger Alfred Grazioli und der Fachpreisrichter und Stadtbaurat Wolfgang Zwafelink, einst Partner im Büro ARGOS in Basel waren. 
Im Juni 2004 wurde nach dem internen Gutachten von ECE (GfK Prisma Institut für Handels-, Stadt- und Regionalforschung GmbH & Co. KG) und dem von Prof. Ackers, ein weiteres Gutachten erstellt, zur Abklärung der "Absatzwirtschaftlichen und stadträumlichen Integration des Vorhabens im Auftrag der Initiative Innenstadt Braunschweig". Das war notwendig, denn "die bisher vorgelegten Gutachten hatten die Aufgabe, ein von der ECE in seinen wesentlichen Eckpunkten fixiertes Vorhaben zu bewerten". Abgesehen von den Interessen eines Investors ist jedoch auch immer die Klärung wichtig, "welche Lage, Größe und Gestalt muss eine neue Einheit zur Stärkung Braunschweigs haben".
Auf der Basis des "Acker-Gutachtens" wurde zu guter Letzt ein "Leitbild-Entwurf" auf 124 Seiten für die Braunschweiger Innenstadt erstellt. Der Vortrag über das Leitbild, in dem u. a. ähnlich wie im Ungers-Gutachten von 1976, Braunschweig stadtstrukturell analysiert wurde, fand am 15. Juli 2004 statt.

### Entscheidung für die „Schloss-Arkaden“
Eine Ratsmehrheit (mit einer Stimme Mehrheit) aus CDU und FDP, unter Führung von Oberbürgermeister Gert Hoffmann, stimmte schließlich für das ECE-Einkaufszentrum, die zukünftigen „Schloss-Arkaden“. Die Stadt erteilte am 1. September 2004 dem ECE Projektmanagement die Baugenehmigung.

### Das Ende des Parks
Am 20. April 2005 wurde der gesamte Schlosspark, sowie der Parkplatz „Am Schlossgarten“ mit einem Bauzaun abgesperrt. Das komplette Park-Inventar wie Spielgeräte, Skulpturen, Lampen und andere Dekorationsgegenstände gingen an die ECE über; lediglich die 1999 gepflanzten Eichen wurden im einige Kilometer entfernten Westpark entlang des Madamenwegs neu eingepflanzt. Die Spielgeräte des Spielplatzes von 1999, sowie die Steinkugeln und andere Gestaltungsobjekte blieben nicht für die Bürger erhalten.
Am 18. Mai 2005 wurden 255 Bäume und somit fast sämtliche Bäume des Schlossparks während der Brutzeit gefällt, darin eingeschlossen über hundertjährige Bäume, die noch aus der Zeit des ursprünglichen Schlossgartens stammten. Die „Tiefgarage Schlosspark“ wurde für mehrere Monate geschlossen und zu großen Teilen abgerissen. Nach der Neueröffnung wurde die Tiefgarage in „Tiefgarage Magni“ (siehe Magniviertel) umbenannt. An der Ecke Georg-Eckert-Straße/Magnitorwall befanden sich noch vereinzelte Bäume des Schlossparks, die schließlich im September 2006 gefällt wurden.
Als Ausgleich für den Schlosspark wurden Freiflächen am Stadtrand, die seit längerer Zeit für den Westpark reserviert waren und an Landwirte verpachtet wurden, zu Parkflächen umgewandelt. Dort entstand ein Spiel- und Jugendplatz mit Sportanlage. Die bisherige, 3,5 Hektar große Freifläche Schlosspark wurde endgültig versiegelt. An die ursprüngliche Parkanlage erinnert weiterhin die Straße Am Schloßgarten.
Die östlichen Teile des Schlossparks, die nicht bebaut wurden, wurden gepflastert und zum Herzogin-Anna-Amalia-Platz und zum St.-Nicolai-Platz. Im Nordwesten entstand der Platz am Ritterbrunnen. Die Plastik Liebe zum Vollmond wurde im Theaterpark neu aufgestellt und die Plastik Thüringer Venus kam in den Museumpark.

### Errichtung und Betrieb der "Schloss-Arkaden"

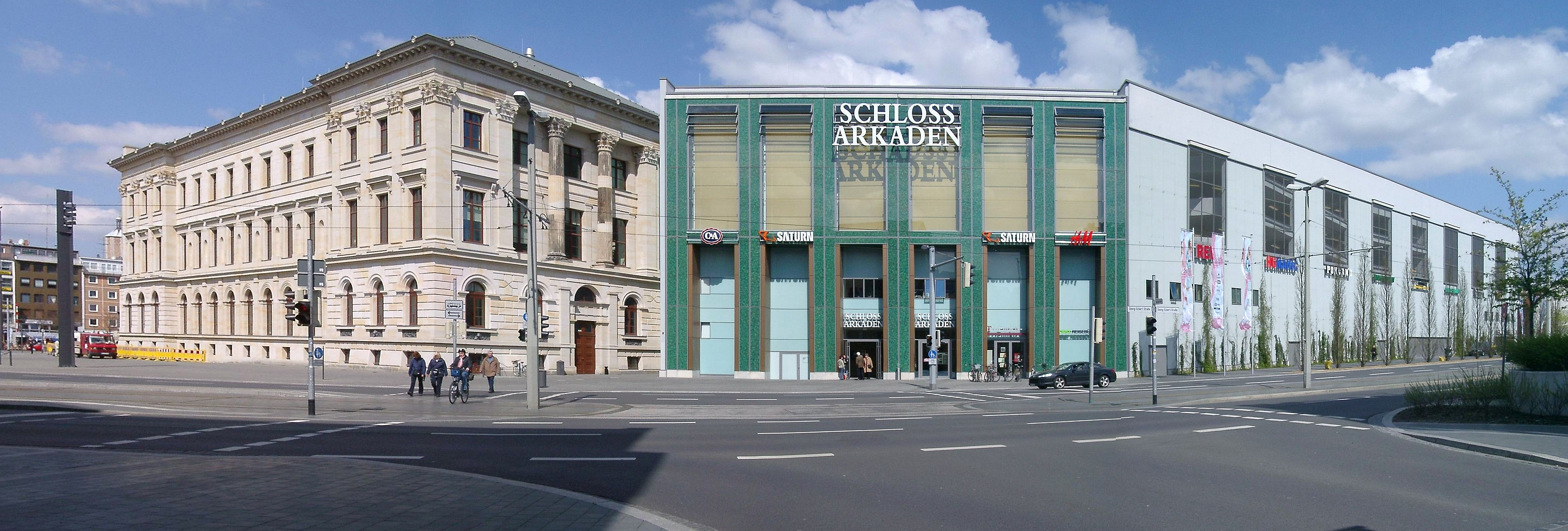
Südansicht Einkaufszentrum "Schloss-Arkaden" in Braunschweig

Am 29. März 2006 wurde das Einkaufszentrum „Schloss-Arkaden“ eingeweiht. Teil der Gesamtanlage ist die originalgetreue Rekonstruktion von drei Natursteinfassaden des 1960 abgerissenen Braunschweiger Schlosses unter Einbeziehung von etwa 550 Originalsteinen (ca. 7 Prozent).
Während man die ECE Shopping Mall, je nach Standpunkt, als Kaufkraftmagnet positiv oder als Konkurrenz negativ definierte, wurde die räumlich-städtebauliche Situation am Bohlweg, im Gegensatz zu einer als "Brachland" empfundenen Restfläche des ehemaligen Schlossparks, als befriedigend empfunden. Die mit Beginn des Jahres 2007 geäußerte Kritik an der "weitgehend originalgetreu wiedererrichteten" zweiten Welfen-Residenz von Carl Theodor Ottmer, die einem Konsumtempel vorgeblendet wurde, verstummte jedoch nicht: "Denn mit den Braunschweiger Schloss-Arkaden ist auf rund dreißigtausend Quadratmetern im Zentrum der Stadt ein kolossaler Hybrid errichtet worden, mit rund 130 Geschäften auf drei Geschossen, mit städtischer Bücherei, städtischem Museum, Stadtarchiv, Ballsaal und sechzehnhundert Parkplätzen." Auch wurde nicht vergessen, dass das wiederaufgebaute Schloß, nach Wertgutachten für die übertragene Fläche im ehemaligen Schlosspark, keine Leistung des Investors war. So wurde es aber den Bürgern indirekt "verkauft". Nicht weniger heftig wurde kritisiert, dass man das "versprochene" Schloss gar nicht bekomme. "Für den Mehraufwand der Fassade steuerte die Stadt Braunschweig 13,5 Mio. zusätzlich bei – für drei Abschnitte, die an das Schloss erinnern. Sie gehören nun aber leider nicht der Stadt, sondern Herrn Otto, dem Chef der ECE."
12 Jahre später machte das Konzept des voluminösen Einkaufszentrums mit "angelagerter Schlossfassade" auch die Fachleute nachdenklich, die sich seinerzeit dafür eingesetzt hatten. "Der frühere Leiter des Instituts für Städtebau und Landschaftsplanung an der Technischen Universität Braunschweig befürwortete... das Schloss-Projekt als große Chance für Braunschweig. „Es ist heute aber keineswegs alles positiv zu sehen. Manche Schwäche zeigte sich erst im alltäglichen Gebrauch“, sagt Walter Ackers, sieht Verbesserungspotential" und legt im März 2019 "eine neue Ausarbeitung den Fraktionen des Rates der Stadt und der Stadtverwaltung vor".
Im Sommer 2022 wurden "auf den Platzflächen im Umfeld von Schloss und angegliedertem Einkaufszentrum im räumlichen Kontext sieben Begrünungsmaßnahmen" umgesetzt. Basierend auf dem Förderprogramm "Perspektive Innenstadt" wurde dieses Vorhaben als Teil der Reaktion der EU auf die Covid-19-Pandemie finanziert.
Wie in anderen Städten, so traten auch in Braunschweig die ersten Symptome des sog. Ladensterbens auf, das vor den Schloss-Arkaden nicht haltmachte. Bereits im Januar 2023 wurde bekannt, dass dort der erste Laden Ende des Jahres aufgeben wird. Aufgrund weiterer Ladenschließungen in der Innenstadt und im Einkaufszentrum wuchs die Verunsicherung, zumal die Filialisten vor Ort abhängig sind von den Entscheidungen der Konzernzentralen, oder bei Fusionierungsprozessen scheitern. Im Dezember 2024 räumte dann ein Computerspieleladen die Verkaufsflächen in den Schloss-Arkaden, gefolgt von der Filiale eines insolvent gegangenen Modekonzerns.
Die Nachricht, dass nach mehreren Ladenschließungen ein Berliner Kult-Burger-Laden Ende Januar 2025 einen "Store" in den Braunschweiger Schloss-Arkaden eröffnet, klang tröstlich. Viel bedeutender für die Zukunft der Innenstadt an dieser Stelle dürfte jedoch das im Jahr 2021 gestartete Sanierungs-Umbau-Vorhaben der "Volksbank Brawo Invest", im Bereich von Ritterbrunnen, Steinweg und Bohlweg werden. Das "Schlosscarre Braunschweig" feierte im Oktober 2023 Richtfest, die Fertigstellung ist für 2025 geplant. Das Vorhaben bedeutet zwar in Teilen Konkurrenz, aber der größere Bereich mit seiner Mischnutzung wird als Ergänzung zu den gegenüberliegenden Schloss-Arkaden angesehen. Zusammen mit den Maßnahmen, die direkt am ECE-Einkaufszentrum und in dessen Umfeld vorgeschlagen wurden, der geplanten Neuausrichtung des ehemaligen Horten-Baus und einer Neustrukturierung des Magniviertels entlang der Georg-Eckert-Straße liegt die Chance die Wunden im innerstädtischen Kontext zu heilen.